# Кралство Орлеан
Кралство Орлеан (на немски: Königreich Orléans) е  кралство, създадено и съществувало за кратко през VI век. През 511 г. умира Хлодвиг I и неговите синове разделят кралството на Меровингите на четири. Хлодомер наследява територията около Орлеан. След като Хлодомер умира през 524 г., неговият все по-могъщ брат Хлотар I си присвоява кралството. С него и неговите наследници Орлеан има владетели само в лична уния.

## Владетели
- 511-524 Хлодомер
- 524-561 Хлотар I (в Персоналунион)
- 561-592 Гунтрам I (в Персоналунион)
- 592-596 Хилдеберт II (в Персоналунион)
- 596-613 Теодорих II (в Персоналунион)